# Athyrium atuntzeense
Athyrium atuntzeense är en majbräkenväxtart som först beskrevs av Ren-Chang Ching, och fick sitt nu gällande namn av Z.R.Wang och Z.R.He. Athyrium atuntzeense ingår i släktet Athyrium och familjen Athyriaceae. Inga underarter finns listade.